# Joaquim Correia de Melo
Joaquim Corrêa de Mello (Campinas, 10 de abril de 1816 — Campinas, 20 de dezembro de 1877) foi um cientista, farmacêutico, biólogo (botânico) e químico brasileiro.

## Biografia
Com cerca de 11 anos de idade ingressou na classe de latim regida por André da Silva Gomes. Começou as suas atividades químicas em uma botica da vila de São Carlos, como era então chamada a cidade de Campinas. 
Foi ele a figura chave das primeiras realizações de Hércules Florence com a fotografia, pois em 1832, foi o "Quinzinho da Botica" (como era carinhosamente chamado, por trabalhar na farmácia) quem informou a Florence a respeito das propriedades do nitrato de prata quando atingido pela luz. Utilizado por Florence, o nitrato de prata foi, como ele próprio reconhece em seus escritos a respeito da descoberta, decisivo para o sucesso do processo que permitia produzir tecnicamente uma fotografia (nome também cunhado por Florence). 
Em 1834 foi para o Rio de Janeiro cursar farmácia. Aplicou-se notavelmente, e em 1836 recebeu o diploma com a distinção optime cum laude. Passou a dedicar-se à botânica, e o seu primeiro estudo foi dedicado às plantas medicinais indígenas. Mais conhecido na Europa do que no Brasil, manteve estreito contato e colaboração com os maiores botânicos da época. Daí Edouard Marren, professor de botânica da Universidade de Liège, Bélgica, pedir a Correia de Melo exemplares de bromélias; William Nylander, da França, pediu-lhe líquens, e Cognieaux, curcubitáceas.
Em 1868 recebeu especial distinção da Societé Imperiale et Centrale d'Horticulture de France, pela introdução de vinte e uma espécies de Bignoniáceas (Bignoniaceae) nos jardins de Paris. Ainda no mesmo ano recebeu medalha de prata por benefícios prestados ao Jardim de São Petersburgo. Em 1869, foi eleito membro estrangeiro da Royal Society of Botanics, de Edimburgo, e, em 1870, membro honorário da British Pharmaceutical Conference. 
De natureza modesta, Correia de Melo pouco fez para divulgar sua obra, a ponto de receber carta pessoal de Francisco Rangel Pestana para colaborar na seção científica do jornal A Província de S. Paulo, atualmente chamado "O Estado de São Paulo". 
Em 27 de setembro de 1880 (quase três anos após seu falecimento) a cidade de Campinas designou como "CORRÊA DE MELLO" o antigo "Campo do Chafariz" que inicialmente recebera o nome de "Largo do Jurumbeval" pela existência, naquela praça, de diversas árvores de Jurumbeva (produtora dos frutos popularmente conhecidos por "jurubeba"). Em 1881 foi ali inaugurada a "ESCOLA CORRÊA DE MELLO", inicialmente mantida por uma Sociedade Mantenedora (privada) posteriormente doada à municipalidade, tornando-se escola pública. Demolido o prédio em 1962, a escola foi transferida para outros locais até fixar-se em sua posição atual, no Bairro Parque Universitário, em Campinas. A escola era destinada à educação de crianças carentes, com cursos noturnos para trabalhadores. O espaço ocupado, até 1962, pela Escola Corrêa de Mello, abriga hoje um terminal de ônibus urbanos, bem em frente ao Mercado Municipal, conhecido por "Mercadão". 
O imperador brasileiro D. Pedro II, que não conhecia Joaquim Corrêa de Mello, soube do cientista por uma fotografia na Linnean Society na Inglaterra e, surpreso, soube que se tratava de um brasileiro da cidade de Campinas. Em posterior visita oficial a Campinas, Dom Pedro II o prestigiou, ao convidá-lo para acompanhar sua comitiva. Monarquista, Corrêa de Mello acabou eleito deputado, não exercendo as funções em razão de dificuldades com a saúde, falecendo aos 61 anos de idade, em 1877, em uma casa situada à então "Rua do Comércio", atual Rua Doutor Quirino, situada no centro de Campinas.

## Homenagens
No bairro Bom Retiro (bairro de São Paulo), da cidade de São Paulo, há uma rua de nome Correia de Melo, em sua homenagem.